# 박경한
박경한(朴京漢, ?~?)은 신라의 관리이다.

## 생애
신라의 한산주소감(漢山州少監)인 그는 고구려-당 전쟁에 참전해 평양성 전투에서 군주(軍主) 술탈(述脫)을 죽이는 등의 공을 세웠다. 이후 그는 제1급 공로자로 인정되어 일길찬(一吉飡) 관등과 함께 쌀 1,000석을 하사 받았다.